# Achterveld (sneltramhalte)
Achterveld is een van de haltes van de Utrechtse sneltram en is gelegen in de stad IJsselstein in de wijk Achterveld. Tramlijn 21 tussen Utrecht Centraal en IJsselstein-Zuid stopt langs de perrons.
Nabij de halte is een klein winkelcentrum aanwezig met onder andere een supermarkt en een apotheek.
De halte Achterveld werd geopend in 1985 als eindpunt van de sneltramlijn naar IJsselstein. In 2000 werd de lijn met twee nieuwe haltes verlengd naar IJsselstein-Zuid. Daarbij werd het eilandperron van de halte Achterveld gesloopt en vervangen door twee zijperrons.
P+R Science Park · WKZ/Máxima · UMC Utrecht · Heidelberglaan · Padualaan · De Kromme Rijn · Stadion Galgenwaard · Station Utrecht Vaartsche Rijn · CS Centrumzijde · CS Jaarbeursplein · Graadt van Roggenweg · 24 Oktoberplein-Zuid · Winkelcentrum Kanaleneiland · Vasco da Gamalaan · Kanaleneiland Zuid · P+R Westraven · Zuilenstein · Batau-Noord · Wijkersloot · Nieuwegein City · St. Antonius Ziekenhuis · Doorslag · Hooghe Waerd · Clinckhoeff · Eiteren · Achterveld · Binnenstad · IJsselstein-Zuid